# Feeria angustifolia
Feeria angustifolia är en klockväxtart som först beskrevs av Peder Kofod Anker Schousboe, och fick sitt nu gällande namn av Robert Buser. Feeria angustifolia ingår i släktet Feeria och familjen klockväxter. Inga underarter finns listade i Catalogue of Life.